# Овсянников, Геннадий Степанович
Генна́дий Степа́нович Овся́нников (бел. Генадзь Сцяпанавіч Аўсяннікаў; род. 19 февраля 1935) — советский, белорусский актёр театра и кино. Народный артист СССР (1991).

## Биография
Геннадий Овсянников родился 19 февраля 1935 года в Могилёве.
После 7 классов школы поступил в Могилёвский машиностроительный техникум (ныне политехнический колледж). Проучился там год, затем, забрав документы, уехал в Ригу поступать в мореходное училище. Через полгода вернулся в Белыничи, чтобы окончить десятилетку, где участвовал в художественной самодеятельности и драмкружке.
В 1953 году поступил в Белорусский театрально-художественный институт (ныне Белорусская государственная академия искусств) (курс К. Н. Санникова), окончил в 1957 году.
В 1957 году был принят в труппу Белорусского драматического театра им. Я. Купалы.
Сыграл более 80 ролей в кино и театре.

## Звания и награды
- Заслуженный артист Белорусской ССР (1972)[1]
- Народный артист Белорусской ССР (1974)
- Народный артист СССР (1991)
- Специальная Премия Президента Республики Беларусь деятелям культуры и искусства (2008) — за яркие сценические образы в спектаклях театрального сезона 2007/2008 года[2]
- Государственная премия Белорусской ССР (1988) — за роль Мурашко в спектакле «Мудромер» Н. Матуковского
- Орден Трудового Красного Знамени
- Орден «Знак Почёта»
- Медаль Франциска Скорины (1995)[3]
- Орден Франциска Скорины (2006)[4]
- Серебряная медаль имени А. Попова
- Диплом победителя фестиваля «Артист конца XX века» (Москва, 2000) — за роль Авдея в спектакле «Страсти по Авдею» («Крик на хуторе») В. Бутромеева
- Специальный приз Белорусского центра UNIMA на Международном театральном фестивале «Белая Вежа» (2003) — за моноспектакль «Беларусь в фантастических рассказах»
- Приз «Национальное достояние» IV Международного фестиваля моноспектаклей «Монокль» (Санкт-Петербург, 2003) — за спектакль «Беларусь в фантастических рассказах»
- Приз «Хрустальная Павлинка» (Союз театральных деятелей Беларуси, 2006)

## Роли в театре
- «Таблетку под язык» А. Макаёнка — Дед Цыбулько
- «Святая простота» А. Макаёнка — Старый
- «Трибунал» А. Макаёнка — Терентий Колобок
- «Погорельцы» А. Макаенка — Антон Бусько
- «Лявониха на орбите» А. Макаёнка — Максим
- «Павлинка» Я. Купалы — Пустаревич
- «Ревизор» Н. Гоголя — Бобчинский
- «Поздняя любовь» А. Островского — Дормедонт
- «Доходное место» А. Островского — Юсов
- «Чайка» А. Чехова — Сорин
- «Три сестры» А. Чехова — Сорин
- «Жениться — не печалиться» братьев Далецких и М. Чарота — Иосиф Корыто
- «Врата бессмертия» К. Крапивы — Каравкин
- «Амнистия» Н. Матуковского — Кичкайло
- «Люди на болоте» по И. Мележу — Дубодел, Глушак
- «Константин Заслонов» А. Мовзона — Капля
- «Плач перепелки» по И. Чигринову — Браво-Животовский
- «Конец — делу венец» У. Шекспира — Шут
- «Вечный Фома» В. Бутромеева по Ф. Достоевскому — Фома Опискин
- «Идиллия» В. Дунина-Марцинкевича — Наум Прибаутка
- «Поехали !..» М. Захаренко по произведениям М. Кропивницкого — Председатель
- «Там и тут» Д. Ковачевича — Янка
- «Валенсианские безумцы» Л. де Веги — Писано
- «Буря» У. Шекспира — Стефано
- «Мудромер» Н. Матуковского — Мурашко
- «Страсти по Авдею» В. Бутромеева — Авдей
- «Последнее свидание» А. Галина — Ермолаев
- «Ромул Великий» Ф. Дюрренматта — Пиром
- «Князь Витовт» А. Дударева — Ремесленник
- «Коварство и любовь» Ф. Шиллера— Скрипач Миллер
- «Здешние» Я. Купалы — Горошко
- «Вечер» А. Дударева — Василий
- «Беларусь в фантастических рассказах» Я. Барщевского — Завальня
- «Сымон-музыкант» Я. Коласа — Дед Курило
- «Свадьба» А. Чехова — Ревунов-Караулов
- «Хам» Э. Ожешко — Урядник
- «Не мой» А. Адамовича — Кучера
- «Листопад. Андерсен» Е. Поповой — Пашкевич
- «Чичиков» по Н. Гоголю — Собакевич
- «Поминальная молитва» Г. Горина по мотивам произведений Шолом-Алейхема — Урядник
- «Дети Ванюшина» С. Найдёнова — Ванюшин
- «Пан Тадеуш» по А. Мицкевичу — Судья

## Фильмография
1. 1964 — Рогатый бастион (нет в титрах) — колхозник на собрании
2. 1968 — Годен к нестроевой (нет в титрах) — солдат
3. 1969 — Сыновья уходят в бой
4. 1969 — Мы с Вулканом (нет в титрах) — милиционер
5. 1970 — Смятение — Данила
6. 1970 — Спеши строить дом — член приемной комиссии
7. 1971 — Задачка (короткометражный) — эпизод
8. 1971 — Весенняя сказка — эпизод
9. 1971 — Жизнь и смерть дворянина Чертопханова — Тимоха Моргач
10. 1971 — День моих сыновей — эпизод
11. 1971 — Батька — Микита
12. 1972 — Зимородок — водитель в Госавтоинспекции
13. 1972 — Идущие за горизонт — эвенк на аэродроме
14. 1973 — Быть человеком — художник
15. 1973 — И смех, и беда (короткометражный) — Роман
16. 1973 — Облака — мужчина у здания кинопроката
17. 1973 — Огонь — пасечник
18. 1974 — Последнее лето детства — Красавцев, начальник сбыта
19. 1974 — Пламя — Шабович
20. 1974 — Белый круг — пасечник
21. 1975 — Долгие вёрсты войны — старшина Пилипенко
22. 1976 — Про дракона на балконе, про ребят и самокат — рыболов
23. 1976 — Осенние яблоки (короткометражный) — Федя
24. 1976 — Обелиск — Кожан-старший, отец Тимки и Остапа
25. 1977 — Три весёлые смены — завхоз Чародеев
26. 1978 — Время выбрало нас — Микола
27. 1978 — За всё в ответе — Сергей Анатольевич, бухгалтер завода в Марьинске
28. 1978 — Дожди по всей территории — отец Марии
29. 1979 — Новоселье (короткометражный) — Семен Макарович Филиппенко
30. 1979 — Удивительные приключения Дениса Кораблёва — человек с обезьяной
31. 1979 — День возвращения
32. 1980 — Половодье
33. 1980 — Атланты и кариатиды — Яша
34. 1981 — Люди на болоте — эпизод
35. 1981 — Дочь командира — старшина Плющ
36. 1981 — Трибунал (фильм-спектакль) — Терешко
37. 1982 — Купальская ночь — отец Мефодий
38. 1982 — Личные счеты — Пал Палыч
39. 1983 — Сад — Михаил Иванович
40. 1984 — Осенний подарок фей — эпизод
41. 1986 — Экзамен на директора — Василий Семенович
42. 1987 — Зеркало для героя — эпизод
43. 1990 — Плач перепёлки — Шарейка
44. 1990 — Мудромер (фильм-спектакль) — Иван Иванович Мурашко
45. 1990 — Мать Урагана — священник
46. 1990 — Страсти по Авдею (фильм-спектакль) — Авдей
47. 1991 — Мёд осы — Тарас
48. 1991 — Кешка и фрукты (короткометражный) — учитель
49. 1992 — Пойти и не вернуться — стеблевский мужик
50. 1992 — Белые одежды — Тюрденев
51. 1993 — Кешка и террористы (короткометражный)
52. 1994 — Эпилог — скульптор Якуба
53. 1997 — Дела Лоховского — Егорыч
54. 1998 — Контракт со смертью — начальник тюрьмы
55. 1998 — Зал ожидания — начальник станции
56. 1999 — 2000 — Каменская. Чужая маска — Лощилин Виктор Фёдорович
57. 2001 — Свежина с салютом — Степан
58. 2002 — Закон — Судья Чир
59. 2002 — Между жизнью и смертью — Костя
60. 2003 — Небо и земля — Василий Андреевич
61. 2004 — Вам - задание
62. 2004 — Мужчины не плачут — Гурвич
63. 2005 — Беларусь в фантастических рассказах (фильм-спектакль) — Завальня
64. 2005 — Дунечка — Виктор Сергеевич
65. 2005 — Призвание (фильм 4 «Караван») — эпизод
66. 2005 — Три талера — дед Макар
67. 2005 — Частный детектив (серия 12 «Последний шанс») — Иван Сергеевич
68. 2007 — Иго любви — суфлёр
69. 2009 — Сёмин (фильм 5 «Погоня за мертвецом», фильм 6 «Охота на крота») — Григорич
70. 2009 — Суд (фильм 23 «Жестокость»)
71. 2010 — Покушение — старшина-артиллерист
72. 2011 — Талаш — отец Мартына
73. 2013 — Белые волки — генерал
74. 2013 — Она не могла иначе — Михаил Терентьевич.
75. 2014 — Уходящая натура — актер
76. 2015 — Неподкупный — Виталий Карпович

## Озвучивание мультфильмов
- 1976 — Косарь-богатырь
- 1977 — Миловица
- 1983 — Дед и журавль — читает текст
- 1986 — Сказки-небылицы деда Егора
- 1989 — Как лиса волка судила
- 1999 — Зимовье зверей
- 2011 — Нестерка 7. Как Нестерка небылицы рассказывал
- 2013 — Приключения Нестерки.